# 조그 올든

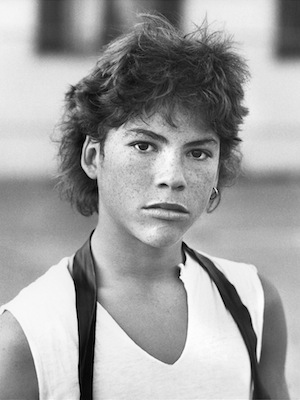

조그 올든(Georg Olden, 1968년 1월 14일 ~ )은 미국의 배우, 텔레비전 배우, 모델이다.
태리타운에서 태어났다.

## 영화
- 사랑하는 딸에게 (1994년)
- 천재 소년 두기 (1989년)
- 컴퓨터 우주 탐험 (1985년)
- 그로잉 페인스 (1984년)